# Kallikantzaros
Los kallikantzaros ( Greek  καλικάντζαρος, romanized: kalikántzaros; Albanian  karkanxholji / karkançoli; Bulgarian  караконджул, romanized: karakondžul; Serbian  караконџула / karakondžula; Turkish  karakoncolos; o kallikantzaroi en plural) son unas criaturas malévolas del folclore del sudeste de Europa y Anatolia. Las historias sobre el kallikantzaros o sus equivalentes se pueden encontrar en Grecia, Bulgaria, Turquía, Serbia, Albania, Bosnia y Chipre. Se cree que los kallikantzaroi viven bajo tierra, pero salen a la superficie durante los doce días de Navidad, del 25 de diciembre al 6 de enero (desde el solsticio de invierno durante quince días, tiempo durante el cual el sol cesa su movimiento estacional).

## Etimología
Se especula que el término kallikantzaros deriva del griego kalos-kentauros ("centauro hermoso"), aunque hay muchas objeciones a esta teoría. Una segunda teoría propone que la palabra proviene del turco kara-kondjolos "hombre lobo, vampiro", de kara "negro" y koncolos "chupasangre, hombre lobo".

## Folclore griego
Se cree que los kallikantzaroi permanecen bajo tierra, cortando el tronco del árbol que sostiene la Tierra para que éste se derrumbe junto con ella. Sin embargo, según el folclore, cuando la última parte del tronco está a punto de ser serrada, los amaneceres navideños y los kallikantzaroi pueden salir a la superficie, se olvidan del árbol y vienen a traer problemas a los mortales.
Finalmente, en el  Día de la Epifanía (6 de enero), el sol comienza a moverse nuevamente y deben regresar bajo tierra para continuar con el corte del tronco. Ven que durante su ausencia el árbol del mundo se ha curado y deben comenzar a trabajar de nuevo. Esto se repite cada año.

### Apariencia
No existe una descripción estándar de la apariencia de los kallikantzaroi, pero existen variaciones regionales en cuanto a cómo se los describe. Algunos ilustradores griegos los ha imaginado con partes de animales, tales como cuerpos peludos, patas de caballo o colmillos de jabalí. A veces se los describe de gran tamaño y, otras veces, diminutos[cita requerida]. También se los ha descrito como humanos pequeños y con un olor horrible. La mayoría son seres masculinos, a menudo con características sexuales prominentes. Muchos griegos los han imaginado altos, negros y peludos, con ojos rojos ardientes, orejas de cabra o de burro, brazos de mono, lenguas colgantes y cabezas enormes. Sin embargo, la creencia más común es que son criaturas pequeñas, negras, humanoides salvo por sus largas colas negras, parecidos a pequeños demonios negros. En su mayoría ciegos, hablan con ceceo y les encanta comer ranas, gusanos y otras criaturas pequeñas.

### Creencia popular
Se cree que los kallikantzaroi son criaturas de la noche. Según el folclore, había muchas formas en las que la gente podía protegerse durante los días en que estaban sueltos. Uno de esos métodos era dejar un colador en la puerta de la casa para engañar a los kallikantzaros que la visitaban. Se creía que, como no podían contar más de dos (se creía que tres era un número sagrado y, al pronunciarlo, la criatura supuestamente se suicidaría), el kallikantzaros se sentaba en la puerta toda la noche, contando cada agujero del colador, hasta que salía el sol y se veía obligado a esconderse.[cita requerida]
En algunas culturas hay una tradición anual de arrojar "loukoumades” (un postre parecido a una rosquilla rellena de almíbar) y salchichas al techo y cantar una canción específica. Se cree que una vez hecho esto, los kallikantzaroi los comerán y se marcharán, para volver a su trabajo subterráneo.{cr}}
Otro método que serviría de protección contra los kallikantzaroi es dejar el fuego encendido en la chimenea durante toda la noche para que no pudieran entrar por ella. En algunas zonas,[¿dónde?] la gente quemaba el tronco de Navidad durante los doce días de los festejos. En otras zonas, la gente arrojaba zapatos malolientes al fuego, ya que se creía que el hedor repelía a los kallikantzaroi y los obligaba a mantenerse alejados. Otras formas de mantenerlos alejados incluían marcar la puerta con una cruz negra en la víspera de Navidad y quemar incienso .
Según la leyenda, cualquier niño que naciera durante los doce días de Navidad corría el peligro de transformarse en un kallikantzaros durante cada temporada navideña, una vez llegada la edad adulta. Se creía que el antídoto para evitar esta transformación era atar al bebé con trenzas de ajo o paja, o quemarle las uñas de los pies. Según otra leyenda, cualquiera que naciera un sábado podía ver y hablar con los kallikantzaroi  .
Una particularidad que diferenciaba a los kallikantzaroi de otros duendes o criaturas del folclore era que, según se decía, aparecían en la Tierra solo durante doce días al año.[cita requerida] Su breve visita en la Tierra, así como el hecho de que no eran considerados criaturas totalmente malévolas sino más bien traviesas y bobas, dieron lugar a numerosas teorías sobre su creación. Una de esas teorías los conecta con las Bacanales, festival de mascaradas que se organizaban en la antigua Roma durante el invierno, y mucho antes, incluso, con las Dionisías griegas.[cita requerida] Durante las partes orgiásticas de los festivales, donde abundaban las bebidas alcohólicas, las personas que llevaban máscaras, ocultas bajo disfraces con formas bestiales pero que aún mantenían sus rasgos humanos, pueden haber causado una impresión excepcional en las mentes de la gente sencilla que estaba intoxicada. 
En griego, el término kallikantzaros también se utiliza para describir a otros seres folclóricos pequeños, feos y generalmente traviesos, parecido al sentido colectivo de la palabra irlandesa leprechaun y las palabras inglesas gnomo y goblin.[cita requerida]

## Folclore serbio
En las tradiciones navideñas serbias, los doce días de Navidad antes se llamaban "días no bautizados" y se consideraban un momento en el que se creía que las fuerzas demoníacas de todo tipo eran más activas y peligrosas de lo habitual[cita requerida]. La gente tenía cuidado de no llamar la atención y no salía tarde en la noche. Esta última precaución en especial se debía a los demonios míticos llamados karakondžula (cirílico serbio: караконџула; también karakondža / караконџа, karakandža / караканџа o karapandža / карапанџа), unas criaturas pesadas, rechonchas y feas. Según la tradición, cuando un karakondžula encontraba a alguien al aire libre durante la noche de un día no bautizado, saltaba sobre la espalda de la persona y exigía que lo llevara a donde quisiera. Esta tortura sólo terminaba cuando los gallos anunciaban el amanecer; en ese momento la criatura soltaba a su víctima y salía corriendo. 
También se sabe que el karakondžula castiga y atormenta a las personas que cometen adulterio. Se sabía que los adúlteros se escapaban de sus casas mientras su pareja dormía y luego visitaban a la persona con la que estaban engañando, a prostitutas o burdeles. El karakondžula se sentaba y esperaba en lo alto del marco de la puerta de entrada a la casa y saltaba sobre la espalda de los adúlteros y los azotaba con un palo o los arañaba clavandoles sus afiladas uñas en la espalda y el cuello, y los obligaba a correr por los bosques cercanos toda la noche. Al igual que en otros relatos, los karakondžula huían al ver el primer amanecer.[cita requerida]
Esto puede interpretarse como una advertencia a los posibles adúlteros para que piensen con cuidado acerca de sus intenciones y deseos y comprendan las consecuencias en las que incurrirían si llevaran a cabo tales acciones. En esta versión del mito, el karakondžula regresaba todas las noches y permanecía en el dintel de la puerta hasta que los adúlteros confesaban sus pecados a su pareja.

## Folclore búlgaro
El nombre búlgaro del demonio es karakondjul (también romanizado karakondjol, karakondzul/karakondžul; del búlgaro караконджул) o karakondjo (del búlgaro  караконджо). Se les puede concebir de diversas formas: como seres parecidos a los humanos excepto por tener un cuerpo peludo, una cola y una cabeza grande con cuernos, o como un ser con un solo ojo y una sola pierna, o como un hombre con cabeza de caballo. Se le considera un cambiaformas que puede aparecerse como un perro, un hombre, una oveja o un ternero Se dice que habita en cuevas, ríos o molinos de agua abandonados y que sale por la noche.

## Folclore albanés
En el folclore albanés, Kukuth (kukudhi) y Karkanxholji (Karkançoli, relacionado con el griego καλλικάντσαρος) son cadáveres no muertos que deambulan en enero arrastrando cadenas y exhalando un aliento mortal. Es conocido también entre los albaneses de Calabria. Según otra versión, el Karkançual viste con ropas de hierro y por esto es que la armadura de cota de malla se conoce como këmish karkançoli en albanés.